# سوپرفراگ
«سوپرفراگ» (انگلیسی: Superfrog) یک بازی ویدئویی در سبک سکوبازی است که توسط تیم۱۷ و در سال ۱۹۹۳ و در پلت‌فرم‌های داس و آمیگا منتشر شده‌است.